# منتخب اليابان لكرة السلة على الكراسي المتحركة للرجال
منتخب اليابان لكرة السلة على الكراسي المتحركة للرجال هو ممثل اليابان الرسمي في المنافسات الدولية في كرة السلة على الكراسي المتحركة
.